# Kelníky
Kelníky là một làng thuộc huyện Zlín, vùng Zlínský, Cộng hòa Séc.